# Ору (Косе волость)
Ору (ест. Oru) — село в Естонії, у волості Козе повіту Гар'юмаа.

## Історія
Село Ору вперше згадується в «Данська оціночна книга» в 1241 році (Orkae).
Письмові дані про Ору мизу (садиба) (Orrenhof) відносяться до 1470 році. Миза (садиба) була побудована на початку 17 століття на нинішньому місці. В 1827 році в мизі (садибі) були засновані ферма меріносскіх вівчарок і сільськогосподарська школа. Ору миза (садиба) відокремилося від Тухала миза (садиба) в 1666 році і знову стало невід'ємною частиною садиби Тухала в 1913 році.

## Населення
Чисельність населення на 31 грудня 2011 року становила 441 осіб. З них 423 (95,9 %) були естонцями.

## Опис
В околицях села знаходиться цвинтар Тухала, Ору миза. В селі є один магазин, одна школа та один дитячий садочок.